# 君野秀三
君野 秀三（きみの ひでぞう、1898年〈明治31年〉3月23日 - 1970年〈昭和45年〉6月9日）は、日本の政治家、醸造家。元鳥取県八頭郡若桜町長、同町会議員。

## 経歴
鳥取県八頭郡若桜町に生まれる。君野良平の三男。1916年（大正5年）、東京市私立郁文館中学校を卒業。1917年（大正6年）に明治大学法科予科に入学したが、1919年（大正8年）に中途退学して帰郷、若桜郵便局長に就任。
1922年（大正11年）に醤油醸造業を創始する。政治家としては、若桜町町長、町会議員などをつとめた。

## 人物像
宗教は浄土宗。趣味は尺八、写真、囲碁、読書。

## 家族・親族
君野家
- 妻・よし（1901年 - ?、鳥取、増谷喬の二女[1]、増谷麟の妹）
- 長男[1]

親戚
- 実兄・君野順三（元鳥取弁護士会会長）
- 妻よしの父・増谷喬（鳥取県西伯郡上道村長）
- 妻よしの兄・増谷麟（PCL創立社長、日本ポリドール社長） - 増谷麟はソニー育ての親として知られる。